# COSMO-RS
COSMO-RS (kurz von englisch "Conductor like Screening Model for Real Solvents") ist eine auf der Quantenchemie basierende Methode der Gleichgewichtsthermodynamik zur Vorhersage chemischer Potentiale µ in Flüssigkeiten. Sie verarbeitet die Abschirmungsladungsdichte σ auf der Oberfläche von Molekülen, um das chemische Potential µ der einzelnen Spezies in Lösung zu berechnen. In einem ersten Schritt wird eine quantenchemische COSMO-Berechnung für alle Moleküle durchgeführt und die Ergebnisse (z. B. die Abschirmladungsdichte) in einer Datenbank gespeichert. In einem separaten Schritt verwendet COSMO-RS die gespeicherten COSMO-Ergebnisse, um das chemische Potential der Moleküle in einem flüssigen Lösungsmittel oder Gemisch zu berechnen. Die sich daraus ergebenden chemischen Potentiale bilden die Grundlage für andere thermodynamische Gleichgewichtseigenschaften wie Aktivitätskoeffizienten, Löslichkeit, Verteilungskoeffizienten, Dampfdruck und freie Solvatationsenergie. Die Methode wurde entwickelt, um eine allgemeine Vorhersagemethode zu bieten, die keine systemspezifischen Anpassungen erfordert.
Aufgrund der Verwendung von Abschirmungsladungsdichten σ aus COSMO-Berechnungen benötigt COSMO-RS keine Parameter für funktionelle Gruppen. Quantenchemische Effekte wie Gruppen-Gruppen-Wechselwirkungen, mesomere Effekte und induktive Effekte werden durch diesen Ansatz ebenfalls in COSMO-RS einbezogen.
Die COSMO-RS-Methode wurde erstmals 1995 von Andreas Klamt veröffentlicht. Eine verfeinerte Version von COSMO-RS wurde 1998 veröffentlicht und bildet die Grundlage für neuere Entwicklungen und Neuimplementierungen.